# Urmel aus dem Eis (2006)
Urmel aus dem Eis ist ein deutscher Animationsfilm der Regisseure Reinhard Klooss und Holger Tappe, der auf dem gleichnamigen Kinderbuch von Max Kruse basiert. Der englische Titel ist Impy’s Island, die Hauptrollen sprechen Domenic Redl, Wigald Boning, Anke Engelke und Klaus Sonnenschein. Die Fortsetzung Urmel voll in Fahrt erschien 2008.

## Handlung
Professor Habakuk Tibatong musste mit seinem Hausschwein Wutz, dem er das Sprechen lehrte und dem Waisenjungen Tim Tintenklecks vor Jahren aus seiner Heimat Pumpolonien wegen Vorwürfen gegenüber seiner Theorie des Urzeitsauriers Urmel fliehen. Auf der Südseeinsel Titiwu lehrt er auch dem Schuhschnabel Schusch, dem Waran Wawa, dem Königspinguin Ping und dem See-Elefanten Seelefant das Sprechen, jedoch entwickeln alle einen Sprachfehler. Eines Tages strandet ein Eisberg, auf dem Ping ein Ei findet. Alle gemeinsam brüten sie es aus, woraufhin ein Urmel schlüpft. Wutz wird die Ziehmutter des Urmels und Tibatong schickt seinem wissenschaftlichen Rivalen Zwengelmann einen Brief. Dieser zeigt ihn dem abgesetzten König von Pumpolonien, Pumponell, der Großwildjäger ist. Dieser entschließt sich, das Urmel zu jagen. Auf Titiwu angekommen bereitet man ihm einen angenehmen Empfang und verheimlicht das Urmel. Pumponell sieht es aber trotzdem und das Urmel muss fliehen. Unterwegs trifft es auf Wawa, der es in einer Höhle versteckt. Dort findet Urmel eine Riesenkrabbe. Pumponell und sein Diener Sami finden Urmel dort. Beim Anblick der Riesenkrabbe schießt Pumponell und der Eingang der Höhle wird zugeschüttet. In der Höhle werden Pumponell und Urmel Freunde. Allerdings entpuppt sich die Höhle als Vulkan. Deshalb benutzen die Anderen Wutz’ Schlummertonne als U-Boot um alle zu retten. Mit einem Eimer voll Wasser, dem unsichtbaren Fisch, kehrt Pumponell nach Pumpolonien zurück.

## Hintergrund
Der Film wurde von Ambient Entertainment produziert. Zu Beginn wollte man den Film in einem einfachen Stil halten. Jedoch wollten die Animatoren sehen, wie der Pinguin Ping mit Gefieder aussähe. Als sie sich für den Pinguin mit Gefieder entschieden, mussten auch die übrigen Personen und Tiere einen entsprechenden Detailgrad erhalten. Ähnlich machten Klooss und Tappe später auch Konferenz der Tiere.

## Synchronisation
| Rolle                  | Figur         | Stimme                 |
| ---------------------- | ------------- | ---------------------- |
| Urmel                  | Urmel         | Domenic Redl           |
| Wutz                   | Schwein       | Anke Engelke           |
| Prof. Habakuk Tibatong | Mensch        | Wigald Boning          |
| Ping                   | Königspinguin | Stefan Krause          |
| Wawa                   | Waran         | Frank Schaff           |
| Schusch                | Schuhschnabel | Oliver Pocher          |
| König Pumponell        | Mensch        | Klaus Sonnenschein     |
| Sami                   | Mensch        | Florian Halm           |
| Seelefant              | See-Elefant   | Wolfgang Völz          |
| Tim Tintenklecks       | Mensch        | Kevin Ianotta          |
| Dr. Zwengelmann        | Mensch        | Christoph Maria Herbst |

## Kritiken
„Nach millionenfach verkauften Büchern, TV-Trickserien, Musicals und der legendären Augsburger Puppenkiste erobert Urmel nun die Kinoleinwand. Seit der Autor Max Kruse Urmel Ende der 60er-Jahre zum Leben erweckte, wurde der kleine Dino Kult. Jetzt erlebt der mittlerweile 85-jährige Kruse, wie Urmel und seine Freunde per hochwertiger Computertechnik auch zu Kinostars werden. Ein Erlebnis für Jung und Alt! Die Stimmen der kultigen Urmel-Crew übernahmen deutsche Comedy-Top-Stars wie Anke Engelke, Christoph Maria Herbst, Wigald Boning und Oliver Pocher.“

„Bei dem Boom, den Zeichentrickfilme seit einigen Jahren erleben, ist es kein Wunder, dass nun auch Max Kruses ‚Urmel aus dem Eis‘ auf die Kinoleinwand kommt. Die Verfilmung hebt sich aber in angenehmer Weise von vielen Produktionen ab. Während sich andere Filme oft versuchen bei Groß und Klein gleichermaßen anzubiedern, konzentriert sich die Umsetzung der Urmel-Geschichte ganz auf seine Zielgruppe der unter Sechsjährigen. Verglichen mit Ice Age 2, der in seiner Brutalität schon fast an die meistausgezeichnetste Animationsserie ‚Tom & Jerry‘ heranreicht und dessen Humor sich zu großen Teilen aus Schadenfreude speist, kommt mit ‚Urmel aus dem Eis‘ endlich mal ein Film ins Kino, der kindgerechte Unterhaltung liefert. Sicher, viele Eltern werden sich unter Umständen etwas langweilen, weil Tappes Film niemals anzüglich wird oder doppeldeutig mit dem Humor Erwachsener kokettiert – dafür können sie aber sicher sein, dass sie einen Film besuchen, der seinen Witz nicht daraus zieht, wie irgendjemand gefoltert wird, sich weh tut oder in irgendeiner anderen Form zu Schaden kommt. ‚Urmel aus dem Eis‘ handelt hingegen von Freundschaft, Loyalität und Vertrauen und bietet darüber hinaus viele Beispiele für Konflikte, die Jugendliche erleben. Das Schöne ist auch, dass es der Film trotz seiner vordergründigen Einfachheit schafft, niemals in ein einfaches Schwarz-Weiß-Muster zu verfallen. Hier sind niemals die Personen an sich böse, sondern stets lediglich ihre Handlungen. Selbst dem ‚bösen‘ König Pumponell wird es zugestanden, zum Schluss seine Meinung zu ändern und sich mit Urmel anzufreunden. Sicherlich hat der Film auch seine Schwächen: Die Figuren könnten profilierter sein und mitunter sind sie in ihrem Verhalten nicht ganz nachvollziehbar. Optisch wirkt ‚Urmel aus dem Eis‘ zwar ordentlich, kann sich aber nicht mit teureren Produktionen messen. Weiter unangenehm fällt auf, dass das Drehbuch ein paar Schnitzer aufweist, als da wären einige Handlungsfäden, die sich im Nichts verlieren. Doch trotz aller Schwächen kommt der Film insgesamt sehr sympathisch rüber. Er hat das Herz auf dem rechten Fleck und ebenso eines für seine Figuren; pädagogisch bewegt er sich auf hohem Niveau ohne in seinen Messages zu aufdringlich zu wirken. Man merkt den Machern des Films an, Kindern etwas Gutes tun zu wollen. Als Kinderfilm für das sehr junge Volk ist ‚Urmel aus dem Eis‘ somit wärmstens zu empfehlen.“